# Balling (plaats)
Balling is een plaats in de Deense regio Midden-Jutland, gemeente Skive. De plaats telt 1163 inwoners (2008).